# Coturnix adansonii
Coturnix adansonii là một loài chim trong họ Phasianidae.